# Walchum
Walchum település Németországban, azon belül Alsó-Szászország tartományban. Lakosainak száma 1704 fő (2023. december 31.). Walchum Dersum, Kluse, Sustrum és Westerwolde községekkel határos.

## Népesség
A település népességének változása:
| Lakosok száma | 1506 | 1537 | 1566 | 1650 | 1683 | 1704 |
|               | 2016 | 2017 | 2019 | 2021 | 2022 | 2023 |